# Jiří Turek

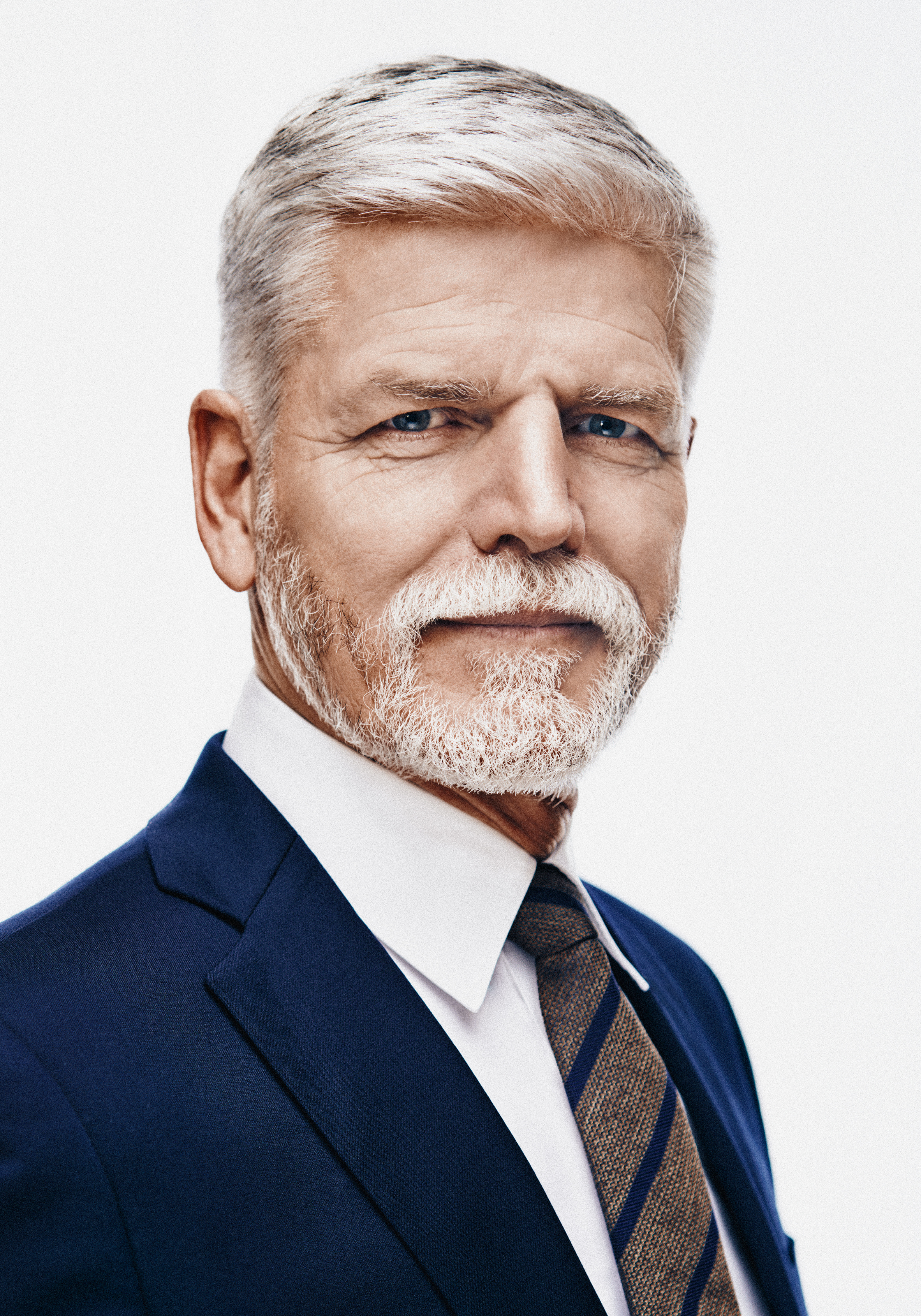
Jana Jabůrková, Jiří Turek (J3T): Portrét prezidenta Petra Pavla, 2023

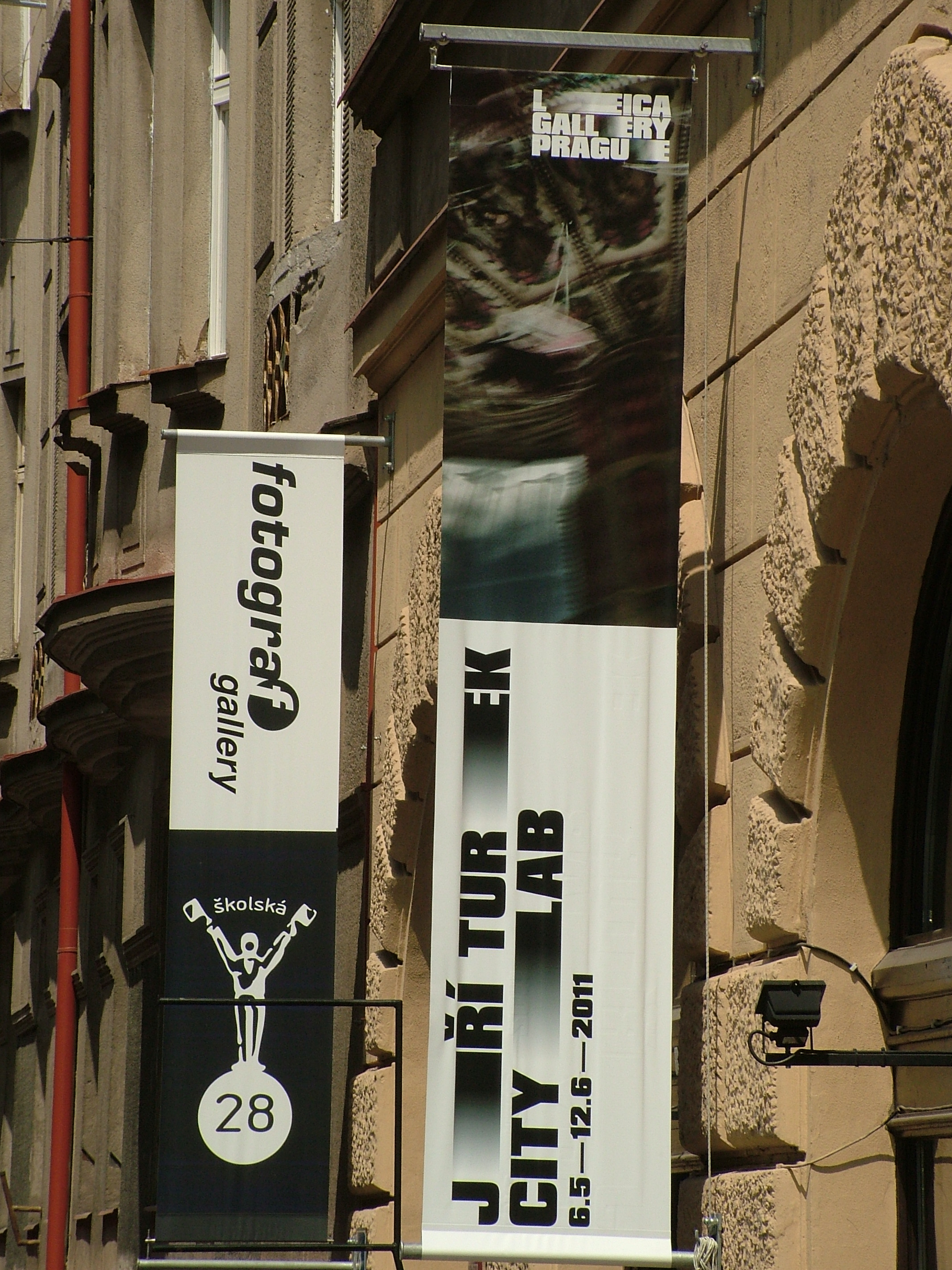
Poutač na výstavu cityLAB v Galerii Leica Praha, 2011

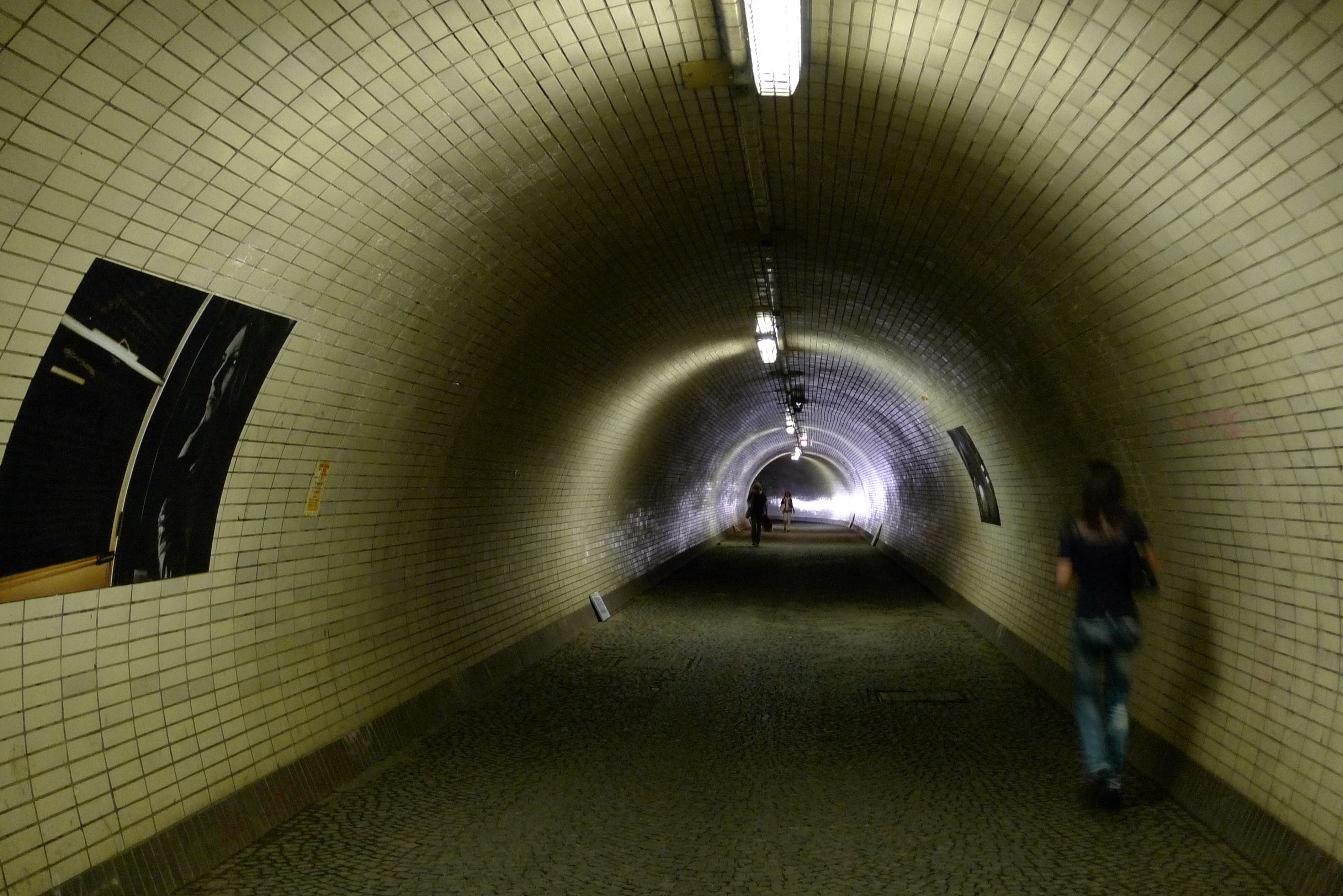
Výstava cityLAB pořádaná Galerií Leica Praha v Karlínském tunelu, 2011

Jiří Turek (*3. května 1965, Praha) je český fotograf se specializací na reportážní, portrétní a módní fotografii.

## Život a dílo
Vystudoval stavební fakultu ČVUT, Institut výtvarné fotografie, od roku 1990 pracoval ve fotografickém oddělení MF Dnes. Jako fotoreportér doprovázel Václava Havla, působil jako žurnalista za válek v Bosně a Hercegovině a v zemích bývalého Sovětského svazu. V letech 2002–2006 žil a pracoval v New Yorku, kde fotografoval reklamu a zakázkové a reklamní portréty (například Rolling Stones, David Bowie, Luciano Pavarotti, Lou Reed, Sting a mnoho dalších).
Pořídil snímky na album s názvem Dylanovky (2007) hudebníka a zpěváka Roberta Křesťana a Druhé trávy nebo snímky pro kalendáři firmy Stock pro rok 2009 (Jitka Čvančarová).

## Technika
Věnuje se různým „zapomenutým“ technikám, černobílé fotografii nebo technologii „lithprint“.

## Výstavy a ocenění
Vystavoval v Leica Gallery New York (2006 reportáže z NY a „fashion na pomezí aktu“), Leica Gallery Prague (2008), v Habitat Centre v New Delhi v Indii a v Galerii Leica Praha (2011, umělecké reportáže ze světových měst CityLAB).

### Ocenění
- Czech Press Photo: 1. místo v kategorii Art and fashion (1998, 1999)
- "LOUSKÁČEK" cena za reklamní fotografii (2001 T–Mobile Click)
- "LOUSKÁČEK" 2007 - Linka bezpečí